# Clarke Peters
Peter Clarke (Nova Iorque, 7 de abril de 1952), conhecido profissionalmente como Clarke Peters, é um ator, cantor, escritor e diretor norte-americano. Peters é mais conhecido por interpretar o detetive Lester Freamon e Albert Lambreaux nos dramas da HBO The Wire e Treme, respectivamente. Em 2020, Peters interpretou Otis no filme de Spike Lee Da 5 Bloods.

## Infância e juventude
Clarke Peters, nome artístico de Peter Clarke, nasceu na cidade de Nova Iorque e cresceu em Englewood, Nova Jérsia. Aos 12 anos de idade, viveu a sua primeira experiência no teatro, ao participar de uma produção escolar do musical My Fair Lady. Ele começou a ter ambições de trabalhar no teatro aos 14 anos. Peters formou-se na Dwight Morrow High School em 1970.
Pouco antes de deixar os Estados Unidos, Peters foi preso por obstruir as linhas policiais após protestar contra o envolvimento dos Estados Unidos na Guerra do Vietnã, mas foi liberado. Posteriormente, Peters comentou sobre essa experiência: "Aquilo me deixou mais irritado do que qualquer coisa, porque eu experimentei o quão impotente você pode ser como cidadão americano."

## Carreira
Em 1971, o irmão mais velho de Peters permitiu que ele trabalhasse como figurinista em uma produção do musical Hair, em Paris, na qual Peters mais tarde estrelou. Enquanto trabalhava no musical, Peters recebeu uma carta do FBI que o acusava de deserção.
Em 1973, Peters mudou-se para Londres e mudou seu nome para Clarke Peters, pois o sindicato de atores Equity já possuía alguns membros com o mesmo nome. Enquanto morava em Londres, ele formou uma banda de soul, The Majestics, e participou como vocal de apoio em músicas como "Love and Affection", de Joan Armatrading, "Boogie Nights", do Heatwave, e algumas canções de David Essex. Contudo, a música não era o objetivo principal de Peters, que posteriormente passou a se dedicar apenas ao teatro.
Após escrever várias revistas com Ned Sherrin, em 1990 Peters escreveu a revista Five Guys Named Moe, a qual recebeu uma indicação ao Tony Award de Melhor Libreto de Musical. Ele continuou sua carreira com Unforgettable, um musical sobre Nat King Cole que recebeu críticas contundentes. Ele também estrelou a produção britânica de Five Guys Named Moe em 2010.
Como ator de teatro, Peters também apareceu na Broadway. Sua performance em The Iceman Cometh (1999) deu a ele o prêmio Theatre World Award. Peters também interpretou o advogado Billy Flynn de Chicago, em 2000 e 2003. No teatro regional, ele atuou em Driving Miss Daisy, The Wiz, Bubbling Brown Sugar, Ma Rainey's Black Bottom, Carmen Jones e The Amen Corner. Em setembro de 2011, Peters apareceu no palco em uma produção do Crucible Theatre da peça Otelo, o Mouro de Veneza, de Shakespeare. Peters contracenou com seu colega de elenco de The Wire, Dominic West.
Peters é conhecido na televisão por interpretar o detetive Lester Freamon na série da HBO The Wire. Peters também estrelou a minissérie da mesma emissora The Corner, interpretando um viciado em drogas chamado Fat Curt. Também participou da série do FX Damages como Dave Pell. Peters também estrelou a série da HBO Treme, interpretando Albert Lambreaux. Ele também apareceu em dois episódios da série policial Life on Mars (2008) como o capitão da polícia de Nova Iorque Fletcher Bellow.
Peters também apareceu no programa britânico Holby City como Derek Newman, pai da enfermeira Donna Jackson. Ele dublou um papel no episódio animado de Doctor Who, "Dreamland", e no episódio "Duplicate Bridge" da série In Plain Sight. Em 2010, Peters leu a novela Rita Hayworth and Shawshank Redemption para a rádio BBC 7. No mesmo ano, ele também fez uma participação especial como o professor Mark Ramsay no episódio piloto da série Covert Affairs. Desde 2012, Clarke Peters tem um papel recorrente na série da CBS Person of Interest, interpretando Alonzo Quinn.
As participações de Peters em filmes incluem Mona Lisa (1986), Notting Hill (1999), K-PAX (2001), Freedomland (2006), Marley & Me (2008), Endgame (2009; no qual interpretou Nelson Mandela), Nativity! (2009), Red Hook Summer (2012), Three Billboards Outside Ebbing, Missouri (2017), e Da 5 Bloods (2020).
Peters narrou a versão em audiolivro da novela Telegraph Avenue, de Michael Chabon, lançada em setembro de 2012 pela HarperAudio.

## Vida pessoal
Peters tem cinco filhos de três relacionamentos. Seu quarto filho, Guppy, faleceu aos quatro anos em 1992 devido a um tumor no rim. É também um seguidor da Brahma Kumaris.